# Présent en espéranto
Pour un article plus général, voir Conjugaison en espéranto.
Le présent (Prezenco, AS-tempo ou Nun-tempo en espéranto) est un temps de conjugaison en espéranto. Les verbes conjugués au présent finissent en -as, quel que soit le pronom personnel employé.

## Valeurs du présent
Le présent permet de montrer que l'action ou l'état est réel et commencé, mais non terminé.
Le présent peut aussi être utilisé comme présent historique : il permet de relater d’anciens faits toujours valides.
Le présent peut être utilisé dans un récit, après du passé, pour montrer que le récit vient de rattraper le présent.
Enfin, le verbe devi (« devoir ») conjugué au présent peut avoir valeur de futur.

## Conjugaison
En espéranto, le verbe a la même forme quel que soit le pronom employé :
- Mi manĝas kukon (« Je mange un gâteau »)
- Vi manĝas kukon (« Tu manges un gâteau »)
- Li/Ŝi manĝas kukon (« Il/Elle mange un gâteau »)
- Ni manĝas kukon (« Nous mangeons un gâteau »)
- Vi manĝas kukon (« Vous mangez un gâteau »)
- Ili manĝas kukon (« Ils/Elles mangent un gâteau »)